# Armstrong Whitworth Albemarle
Armstrong Whitworth A.W.41 Albemarle – brytyjski dwusilnikowy wojskowy samolot wielozadaniowy z okresu II wojny światowej. Pierwotnie zaprojektowany jako bombowiec średni, następnie przeznaczony do transportu ładunków, wojsk spadochronowych czy holowania szybowców desantowych. Samoloty tego typu wzięły m.in. udział w lądowaniu w Normandii i operacji Market Garden.

## Projekt i rozwój konstrukcji
Projekt samolotu powstał w oparciu o specyfikację B.38/18 brytyjskiego Ministerstwa Lotnictwa, która wymagała dwusilnikowego bombowca średniego o konstrukcji metalowo-drewnianej, który mógłby być produkowany poza ośrodkami przemysłu lotniczego. Wiele części samolotu zostało wykonanych ze stali w celu oszczędzenia aluminium, co miało negatywny wpływ na parametry maszyny.
Pierwsze dwa prototypy zostały zbudowane w wytwórni Armstrong Whitworth Aircraft. Oblatano je 20 marca 1940. Pierwotny projekt zakładał załogę składająca się z sześciu ludzi, włączając dwóch strzelców obsługujących sprzężone karabiny maszynowe, odpowiednio na grzbiecie kadłuba i pod nim. W takiej konfiguracji wyprodukowano 32 samoloty oznaczone jako Mk I Seria I. Maszyny tego typu zostały użyte w akcjach bojowych jedynie dwa razy, gdyż uważane były za gorsze od pozostających w służbie Wellingtonów. Pozostałe maszyny były budowane jako transportowe, przeznaczone do zadań ogólnych (GT) lub specjalnych (ST).
Charakterystyczną cechą konstrukcji było podwozie trójpunktowe - z kołem przednim, a także dodatkowym półzakrytym kółkiem ogonowym, mającym na celu uchronienie od uszkodzeń ogon samolotu przy podchodzeniu do lądowania. Takie rozwiązanie zostało zastosowane po raz pierwszy w samolocie produkcji brytyjskiej.